# 바이마르 삼각동맹

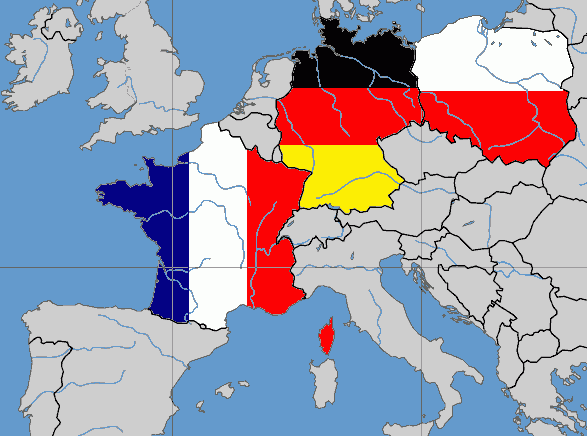
바이마르 삼각동맹을 이루고 있는 폴란드, 독일, 프랑스

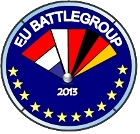
바이마르 전투단의 표식

바이마르 삼각동맹(Weimar Triangle)은 폴란드, 독일, 프랑스의 느슨한 연합을 의미한다. 이 연합은 세 국가에서 위기가 발생할 시 협력을 촉진하기 위해 설립되었다. 이것은 삼각 동맹 내에서 삼국 간의 정상 회담의 형식으로 대부분 존재해왔으며 2011년 2월 7일의 정상 회담이 가장 최근의 회담이었다.  이전 회담은 1998년 폴란드의 포즈난, 1999년 프랑스의 낭시, 2001년 독일의 함바흐에서 개최되었고, 2005년에는 다시 프랑스의 낭시에서 개최되었다. 바이마르 삼각동맹은 외교 장관의 연례 회담으로 낮은 수준의 동맹을 이어가고 있다. 가장 최근의 정상 회담은 폴란드 대통령 브로니스와프 코모로프스키에 의해 개최되었고, 프랑스의 대통령 니콜라 사르코지 대통령과 독일의 총리 앙겔라 메르켈이 참석함으로써 성사되었다. 이 때의 바이마르 삼각 동맹의 회담은 이집트 혁명과 러시아와의 증진된 관계에 관한 것이었다.

## 역사
바이마르 삼각동맹은 독일의 바이마르에서 1991년 설립되었고, 주요 목표는 폴란드를 공산당의 지배로부터 완전히 벗어날 수 있도록 돕는 것이었다. 프랑스의 롤랑드 듀마스, 독일의 한스디트리히 겐셔, 폴란드의 크리치스토프 스쿠비츠베스키가 1991년 회담에 참석했는데, 이들은 모두 외교 장관이었다. 2005년 슈뢰더, 시라크, 카친스키가 유럽 연합에 관해 토의하기 위해 프랑스의 소도시인 낭시에서 회담을 가졌다. 2011년 7월 5일, 바이마르 삼각동맹의 가입국은 브뤼셀에서 1,700명의 병사들을 하나로 규합하는 바이마르 전투단을 창설하는 협정에 서명했다. 이것은 2013년부터 본격적으로 활동을 시작했다. 유럽 연합은 폴란드가 전투단을 지휘하며 핵심 전투 병력과 기계화 군단을 제공하고 독일이 참모진의 지원을, 프랑스가 의료 지원을 할 것이라고 보고했다. 바이마르 전투단의 본부는 파리 교외의 몽트 발레리안이 될 것이라고 예측했다.

## 같이 보기
- 유럽 연합
- 비셰그라드 그룹
- 북대서양 조약 기구